# シスター・プリンセス 〜12人の天使たち〜
『シスター・プリンセス 〜12人の天使たち〜』は、『電撃G's magazine』で連載されていた読者参加型企画『シスター・プリンセス』のキャラクターソングが収録されたアルバムである。2001年2月7日、キングレコードより発売された。

## 収録内容
ゲーム版やアニメ版ではなく、オリジナル版でのイメージアルバムということになっている。
主要キャラクターである12人の妹たちのキャラクターソングと、ボーナストラックに、ラジオで放送した12人からのメッセージ「妹からの手紙 〜拝啓お兄ちゃんへ〜」を収録している（メッセージのBGMは、サティ作曲のピアノ曲『ジムノペディ第1番』か、ヴォルフ＝フェラーリ作曲のオペラ『マドンナの宝石』の間奏曲のいずれかが使用されている）。
『シスター・プリンセス』シリーズから出た、初めてのアルバム。可憐と花穂以外のキャラクターのソロの曲は、これに収録されているものが唯一。ジャケットは、キャラクターデザイン天広直人描き下ろし。

## 収録曲
1. デイジーブーケ [4:41]
歌：可憐（桑谷夏子）
作詞：根津洋子、作曲：三留研介、編曲：高山一也
2. 小さなパンジー [4:34]
歌：花穂（望月久代）
作詞：有森聡美、作曲：池田浩雄、編曲：本澤尚之
3. SPEED [4:31]
歌：衛（小林由美子）
作詞：有森聡美、作曲：GORO、編曲：芳野藤丸
4. girlish [4:52]
歌：咲耶（堀江由衣）
作詞：椎名可憐、作曲：出雲麻紀子、編曲：近藤昭雄
5. 天使のシアワセ [4:01]
歌：雛子（千葉千恵巳）
作詞：公野櫻子、作曲・編曲：五島翔
6. いのり [4:58]
歌：鞠絵（柚木涼香）
作詞：公野櫻子、作曲：櫻井真一、編曲：SADACHIYO
7. 闇のくちづけ [5:56]
歌：千影（川澄綾子）
作詞：公野櫻子、作曲・編曲：五島翔
8. あさきゆめみし [5:11]
歌：春歌（かかずゆみ）
作詞：根津洋子、作曲：池田浩雄、編曲：芳野藤丸
9. ラブの秘密 [4:03]
歌：鈴凛（神崎ちろ）
作詞：公野櫻子、作曲：伊藤千夏、編曲：戸田誠司
10. ハートをチェキ！ [3:50]
歌：四葉（半場友恵）
作詞：有森聡美、作曲：小熊ゆかり、編曲：戸田誠司
11. Sweet sour cherry pie [4:25]
歌：白雪（横手久美子）
作詞：椎名可憐、作曲：小熊ゆかり、編曲：野崎美波
12. 王子様とあまいほし [2:53]
歌：亞里亞（水樹奈々）
作詞：公野櫻子、作曲・編曲：添田啓二
13. 可憐からのお手紙
朗読：可憐（桑谷夏子）
作曲：SATIE ERI
14. 花穂からのお手紙
朗読：花穂（望月久代）
作曲：ERMANNO
15. 衛からのお手紙
朗読：衛（小林由美子）
作曲：ERMANNO
16. 咲耶からのお手紙
朗読：咲耶（堀江由衣）
作曲：SATIE ERI
17. 雛子からのお手紙
朗読：雛子（千葉千恵巳）
作曲：SATIE ERI
18. 鞠絵からのお手紙
朗読：鞠絵（柚木涼香）
作曲：SATIE ERI
19. 千影からのお手紙
朗読：千影（川澄綾子）
作曲：SATIE ERI
20. 春歌からのお手紙
朗読：春歌（かかずゆみ）
作曲：SATIE ERI
21. 鈴凛からのお手紙
朗読：鈴凛（神崎ちろ）
作曲：ERMANNO
22. 四葉からのお手紙
朗読：四葉（半場友恵）
作曲：ERMANNO
23. 白雪からのお手紙
朗読：白雪（横手久美子）
作曲：ERMANNO
24. 亞里亞からのお手紙
朗読：亞里亞（水樹奈々）
作曲：ERMANNO